# Cetina (apellido)
Este apellido de Cetina (escrito Zetina en algunas partes de México) procede de Aragón, al parecer de la villa de su nombre en el Partido judicial de Ateca (Zaragoza), desde donde se ramificó por diferentes lugares de España y América. 
Los caballeros del indicado linaje, tomaron parte en la conquista de Cuenca, en el año 1177, acompañando al Rey don Alfonso VIII de Castilla, quien les hizo merced de numerosos heredamientos en la misma población, fundando allí casas de las que proceden las establecidas en Puerto Real y Jerez de la Frontera (Cádiz). También hubo importantes solares en Madrid, Alcalá de Henares y Sevilla. En esta última ciudad, nació el año de 1520 el famoso guerrero-poeta don Gutierre de Cetina, autor de brillantes sonetos, parte de los cuales escribió en Puebla (México), y a donde pasó en compañía de su tío don Gonzalo López, procurador general de la Nueva España. Según se relata, falleció el 1ο de abril de 1554 en la referida capital poblana, de resultas de un lance que por motivos galantes sostuvo con don Hernando de Nava, al cual la justicia apresó y mandó ejecutar, si bien la sentencia no llegó a cumplirse por influencias de su madre, y solamente se le amputó una mano.
En 1539 Francisco de Montejo, el Mozo, contrajo matrimonio con doña María Andrea del Castillo, natural de Alcalá de Henares. Es de hacer notar que su verdadero nombre era el de María Andrea de Cetina (acostumbrado cambio en la época). Por consiguiente, era doña Andrea, hermana del referido y trágico poeta, y de don Beltrán y don Gregorio de Cetina, compañeros ambos de Montejo en la Conquista de Yucatán.
En Cuenca se atestigua que hubo en 1576 un procurador de Cortes llamado Diego Cetina, converso, que, sin embargo, por su pertenencia al estamento burocrático se deduce que era rico y noble. 
En 1594, don Agustín de Cetina, oficial pagador, encarga a Miguel de Cervantes la misión de recaudar los atrasos de tasas del Reino de Granada. Cervantes acepta y vuelve a su (antigua) tarea de recaudador, depositando el dinero en casa de un banquero llamado Simón Freire. Pero la mala suerte persigue al escritor-recaudador: la quiebra del banquero le enviará de nuevo a la cárcel, esta vez en Sevilla (allí podría haber esbozado el plan novelesco del Quijote o haber iniciado su escritura).
Don Alfonso de Cetina, Caballero Veinticuatro (equivalente a Regidor) de la ciudad de Jerez de la Frontera, fue padre de don Francisco de Cetina y Torres, nacido en esta última población, Regidor de Cádiz, que ingreso en la Orden de Santiago el 7 de octubre de 1667, después de acreditar su calidad. 
Don José de Cetina y Ugarte, natural de Madrid; su hijo don Antonio de Cetina y Ugarte, nacido también allí, Secretario de S.M.; y su nieto don Domingo José de Cetina y Ugarte, de la misma naturaleza, vistieron el hábito santiaguista en 1670, 1676, y 1690, respectivamente. 
En la Sala de los Hijosdalgo de Valladolid litigó pleito por la posesión de la nobleza de que disfrutaban sus antepasados, don Gutierre de Cetina, vecino de Alcalá de Henares (Madrid), el año 1523. En la villa de Madrid fueron admitidos para entrar en los sorteos de los cargos reservados a los hijosdalgo, don Antonio y don Domingo de Cetina, en 1673,1688 y 1691, y don Diego de Cetina y Lazárraga el año 1728. 
En la Orden de San Juan de Jerusalén ingresaron don Pedro Pérez de San Vicente y Blancas, Cetina y Caritat, de Zaragoza, en 1640, y don Alonso de Cetina y Aznar, presbítero, prior de Jatiel, residente en Azuera, como religioso, en el año 1611.
En la ciudad de Sevilla, solicitaron la devolución del impuesto de la <<Blanca de la Carne>> por ser nobles de sangre, don Francisco de Cetina, Jurado, Alcalde de la Real Casa de la Moneda, en 1608, y don Hernando de Cetina, hijo de don Francisco de Cetina, ambos también Jurados, en 1624.
En la Universidad de Alcalá de Henares, cursaron estudios don Juan Francisco Cetina, colegial del Colegio Mayor de San Bartolomé, natural de Sigüenza, que en los años de 1663 a 1665, desempeñó el cargo de Rector del Colegio de San Antonio, y don Miguel de Cetina y Benedid, Miguel y Balsa, nacido en Aranda y originario de Matauguilla, que sentó plaza en el de San Ildefonso en 1642; ambos realizaron previamente las oportunas informaciones de «pureza de sangre» estatuidas.
El Capitán don Sebastián de Cetina, natural de Huete (Cuenca), casado con la limeña doña Maria Menacho, fueron padres de doña Maria de Cetina y Menacho, nacida en Lima, casada a su vez con don Antonio de Zapata Maldonado, natural de Querétaro, en la Nueva España, abuelos maternos ambos de don Pedro de Llanos Zapata, de Lima, que obtuvo merced de Caballero de Santiago en el año 1686.
Don Leonardo de Cetina, era teniente graduado de capitán de milicias disciplinadas de voluntarios blancos de Mérida de Yucatán en 1798. El coronel José Dolores Cetina estuvo al mando de la primera división de un ejército criollo y mestizo durante la más sangrienta batalla de la guerra social de la península yucateca, librada por los rebeldes mayas el 15 de agosto de 1848. 
Sus armas: en campo azur, banda de oro, acompañada en lo alto de cinco estrellas del mismo metal puestas en sotuer, y en lo bajo una flor de lis, igualmente de oro.